# 克朗希爾鎮區 (北達科他州基德縣)
克朗希爾鎮區（英語：Crown Hill Township）是位於美國北達科他州基德縣的一個鎮區。

## 地方資料
克朗希爾鎮區的面積為83.57平方千米，當中陸地面積為79.77平方千米，而水域面積為3.80平方千米。根據2020年美國人口普查的數據，當地共有人口10人，而人口密度為每平方千米0.12人。